# Белая армия
Бе́лая а́рмия (также Белая гва́рдия) — распространённое собирательное наименование вооружённых формирований Белого движения и антисоветских правительств в годы Гражданской войны в России. При её создании использовалась структура Русской армии периода Временного правительства, при этом почти каждому отдельному формированию были присущи свои особенности. Военное искусство Белой армии основывалось на опыте Первой мировой войны, на который, однако, наложила сильный отпечаток специфика войны Гражданской. Советские историки иногда называли добровольцев «чёрная гвардия».

## История
Название «белая…» связано с символикой белого цвета сторонников дореволюционных порядков, ведущей свой отсчёт со времён Французской революции, и в противовес названию отрядов красной гвардии, а затем Красной армии. Впервые наименование «Белая гвардия» было использовано в России для отрядов финской полиции, созданных в 1906 году для борьбы с революционным движением. Их члены носили белые повязки на рукаве, однако, это не имело прямой связи с Белой армией времён Гражданской войны.
Во время октябрьских боёв в Москве наименование «Белая гвардия» уже употреблялось в договоре между заключившими перемирие ВРК и юнкерами: «п.2. Белая гвардия возвращает оружие…».
В Первом кубанском походе в посёлке Выселки во время боя противники перемешались и пулемётчики-добровольцы не могли стрелять, чтобы поддержать своих, поэтому после боя (победного) добровольцы нашили на головные уборы белые повязки — так рождалась Белая гвардия.

### Добровольческая и Донская армии
После Октябрьской революции, арестованные генералы Корнилов Л. Г., Деникин А. И., Марков С. Л. и другие были выпущены на свободу главнокомандующим Духониным Н. А. перед его смещением и отправились на Дон к атаману Каледину А. М. Донская область отказалась от власти Советов и провозгласила независимость «до образования общегосударственной, всенародно признанной власти». Первую белую армию создал Алексеев М. В. назвав её «Алексеевской организацией». В нее набирались офицеры на добровольной основе. Из членов этой организации была создана Добровольческая армия. К Алексееву присоединились генералы Каледин А. М. и Корнилов Л. Г. Через три месяца, в апреле 1918 года, Совет обороны Войска Донского сформировал Донскую армию. В мае 1918 года к Добровольческой армии присоединилась Дроздовская бригада, пришедшая с Румынского фронта.
Среди тех, кто приехал на Дон, были и общественные деятели. Там же оказался Савинков Б. В. — бывший руководитель Боевой организации партии эсеров, который организовал при Добровольческой армии «Союз защиты Родины и Свободы». К его присутствию военные деятели и казаки относились крайне негативно.
Одним из первых вступил в Алексеевскую организацию и знаменитый В. В. Шульгин, ставшим впоследствии членом Особого совещания при Деникине.

### Народная армия
8 июня 1918 года восставшие белочехи взяли Самару. В тот же день была организована Народная армия под командованием полковника Галкина Н. А.. Она была сформирована Комитетом членов Учредительного собрания. 9 июня, после прибытия подполковника Каппеля В. О. в армию, были сформированы: 1-я добровольческая Самарская дружина, эскадрон конницы штабс-ротмистра Стафиевского, Волжская конная батарея капитана Вырыпаева, конная разведка, подрывная команда и хозяйственная часть. После формирования частей, войска Каппеля занимают Сызрань и Ставрополь 11 и 12 июня соответственно.
10 июля Народная армия снова входит в Сызрань, занятую большевиками, и отбрасывает их к Симбирску. Спустя несколько дней, отряды Каппеля заняли Симбирск и далее начинают наступление сразу по нескольким направлениям: от Сызрани на Вольск и Пензу, от Симбирска — на Инзу и Алатырь и по берегам Волги к устью Камы.
После взятия Казани Народная армия была реорганизована. Был создан Поволжский фронт под командованием Станислава Чечека. Он разделялся на несколько групп: Симбирскую, Казанскую, Хвалынскую, Уфимскую, Николаевскую, Уральского казачьего войска и Оренбургского казачьего войска.
Каппель предложил командованию взять Нижний Новгород. Он предполагал, что занятие города нарушит планы большевиков по подписанию дополнительных соглашений с кайзером Германии в Берлине, так как лишит их денег из «кармана России». Однако, командование и чехи отказали от этих планов, ссылаясь на отсутствие резервов.

### Сибирская армия

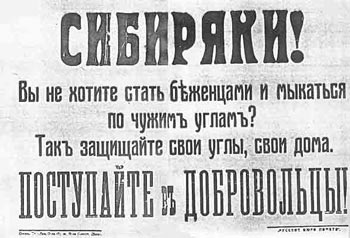
Обращение к добровольцам. 1918—1919 г.г.

В это же время, в июне 1918 года, Временное сибирское правительство в Ново-Николаевске создало Сибирскую армию. Изначально она называлась Западно-Сибирской добровольческой армией. С июня по декабрь 1918 года штаб Сибирской армии был общим штабом для всего Белого движения Сибири.
В августе 1918 г. Верховное управление Северной области в Архангельске создало войска Северной области, иногда именуемые Северной армией (не путать с Северной армией генерала Родзянко).
В январе 1919 г. Донская и Добровольческая армии были объединены в Вооружённые силы Юга России (ВСЮР).
В июне 1919 г. была создана Северная армия из российских офицеров и солдат Северного корпуса, вышедшего из состава эстонской армии. Через месяц армия была переименована в Северо-Западную.

### Объединение в Русскую армию
14 октября 1918 в Омск прибыл военный министр А. В. Колчак. 18 ноября 1918 года его провозгласили Верховным правителем России, после чего он также взял на себя верховное главнокомандование всеми сухопутными и морскими силами России. Им была произведена существенная реорганизация войск Белого движения и осуществлено её объединение в единую Русскую армию 23 сентября 1918 года. 4 ноября Колчак вошёл в состав Правительства России (Директории).
Как Верховного правителя России адмирала Колчака признали все главнокомандующие белых армий как на юге и западе России, так и в Сибири и на Дальнем Востоке; генералы А. И. Деникин, Е. К. Миллер, Н. Н. Юденич добровольно подчиняются А. В. Колчаку и признают его Верховное Главнокомандование над всеми армиями на территории России. Верховный главнокомандующий при этом подтверждает полномочия главкомов. На положении фронтов этой единой армии с этого момента действуют ВСЮР, Северо-Западная армия, Северная армия, и Восточный фронт.
Наименование «Русская армия» утверждается как объединение всех белых фронтов, статус командующих фронтами формально от Верховного главнокомандующего получают командующие Северной и Северо-Западной армиями генералы Юденич и Миллер. В апреле 1920 года в Забайкалье из остатков войск Восточного фронта под руководством генерала Г. М. Семёнова была создана Дальневосточная армия.
В мае 1920 году из отошедших в Крым остатков войск ВСЮР генералом Врангелем были сформированы вооружённые силы, унаследовавшие название «Русская армия» у единой русской армии Верховного главнокомандующего адмирала Колчака 1919 года — как последний из её фронтов.
В 1921 году из остатков Дальневосточной армии генерала Семёнова в Приморье сформирована Белоповстанческая армия, позже переименованная в Земскую рать, так как в 1922 году во Владивостоке было создано Приамурское земское правительство.

## Состав
Белые армии комплектовались как на добровольной основе, так и на основе мобилизаций.
На добровольной основе части комплектовались не только из офицеров Русской Императорской армии и Флота, но и из всех желающих. Это было как на Юге — в Добровольческой армии, так и в Сибири, к примеру — дивизии Рабочего корпуса.
На мобилизационной основе комплектовались из населения контролируемых территорий и из пленных красноармейцев.
Численность строевого состава белых армий, сражавшихся против Красной армии, по оценкам разведки РККА достигла пика к июню 1919 г. и составила почти 683 000 человек. Однако общая численность вместе со вспомогательными и штабными частями могла превышать 1 023 000 человек. Как говорится — на довольствии. Боевые части составляли всего до половины этой цифры. С июля 1919 года численность белых армий стала неуклонно сокращаться..
В состав Белой армии входили все рода войск на тот период
- Пехота
- Кавалерия
- Артиллерия
- Авиационные подразделения:
- Танковые подразделения;
- Железнодорожные соединения.

Все они имели свою форму и знаки различия, зачастую скопированные с униформы гвардейских частей Русской императорской армии
По мнению сторонников Белого движения белогвардеец — это преданный своим идеалам военный (хоть офицер, хоть рядовой), который с оружием в руках готов был защищать Родину и свои представления о долге, чести и справедливости.
Белогвардейцы — к примеру, это корниловцы, марковцы, дроздовцы, ижевцы, воткинцы. Ими было совершенно много больших и малых побед, но их боевой путь закончился поражением в Гражданской войне. Многие из белогвардейцев погибли или отступили в эмиграцию.
В составе белогвардейцев воевали и чины прежней императорской гвардии. Например, на Юге России в Добровольческой армии из бывших гвардейцев первоначально комплектовался взвод в 1-м офицерском полку, потом рота, потом был выделен целый батальон, развернутый в дальнейшем в полк, бригаду и в итоге — в Сводно-Гвардейскую дивизию. Боевой путь этих дважды гвардейцев прошел первоначально по Кубани, далее ими были взяты Мариуполь, Токмак, Полтава, Киев.

## Итог
В Гражданской войне Белая Гвардия потерпела поражение, но оставила свой след не только в истории России, но так же в ее культуре и военных традициях.